# Ctenidium pulchellum
Ctenidium pulchellum là một loài Rêu trong họ Hypnaceae. Loài này được Cardot mô tả khoa học đầu tiên năm 1913.